# Palais des Comtes de Maceda
Pour les articles homonymes, voir Palais des comtes et Maceda.
Le Palais des Comtes de Maceda, ou Casa du Baron à Pontevedra, en Espagne, est un pazo d'origine Renaissance datant du XVIe siècle. Il s'agit actuellement d'un hôtel 4 étoiles appartenant au Réseau des Paradors de Tourisme d'Espagne.

## Situation
Il est situé dans la rue du Barón, au cœur de la vieille ville de Pontevedra, tout près du pont médiéval du Bourg.

## Histoire
L'édifice a son origine dans une villa romaine. Au XVIe siècle, le bâtiment a été transformé en un pazo Renaissance. Au XVIIIe siècle, l'édifice a été entièrement remanié par l'architecte Pedro de Monteagudo et il est devenu la propriété des illustres comtes de Maceda. Plus tard, la propriété a été transmise au marquis de Figueroa et de l'Atalaya (comte de Maceda lui aussi) qui l'a rempli d'antiquités.
Au XIXe siècle, le palais a connu une période de déclin, et ses salles inhabitées ont servi de dépôt de sel marin et d'école pour les enfants pauvres. On dit même que l'édifice est devenu une loge maçonnique. Plus tard, il a été transformé en un lieu où vivaient des dizaines de familles. Le baron de Casa Goda, Eduardo de Vera y Navarro, a mis fin à cette décadence, en récupérant ses biens et en lui rendant une grande partie de sa splendeur d'antan. C'est pourquoi le Parador de Turismo de Pontevedra est appelé Casa del Barón.
Au XXe siècle, le premier étage du palais est devenu le siège de l'école Graduada Álvarez Limeses et le deuxième étage a servi de maison, étant la résidence familiale des directeurs de cette école jusqu'en 1950, date à laquelle la mairie de Pontevedra en devint la propriétaire.
L'édifice a été rénové pour accueillir un hôtel de luxe géré par l'État espagnol, devenant le 15 janvier 1955 le premier Parador National de Tourisme en Galice. En 1974, l'hôtel a subi sa première extension et en 2002, une importante modernisation d'une valeur de 2,34 millions d'euros a été réalisée.

## Description
Le pazo se distingue par ses dimensions imposantes et son ornementation majestueuse.
À l'extérieur, il y a un portique néoclassique à l'entrée du bâtiment. La façade de l'édifice, recouverte d'une frise de formes ovales, est décorée d'armoiries et est surmontée d'une colonnade de quatre colonnes en granit. Le palais a une tour crénelée ajoutée au XVIIIe siècle et une terrasse de pierre. Le palais possède aussi une cour (conçue à l'origine pour les chevaux) et un jardin.
À l'intérieur, il y a un majestueux escalier de pierre aux proportions palatiales, un âtre galicien en pierre et d'autres éléments baroques. Il existe de nombreux salons. Le bâtiment est décoré avec des antiquités de valeur et des meubles classiques. Les tapisseries, les peintures d'époque et le mobilier royal abondent.

## Culture
Le Parador Casa del Barón de Pontevedra, hôtel de luxe de 47 chambres, est l'un des quatre Paradores les plus demandés en Galice. En 2019, son taux d'occupation annuel moyen a été de 72,75 %, seulement derrière le parador de Saint-Jacques-de-Compostelle, l'hôpital des Rois-Catholiques,.
Le roi Felipe VI, roi d'Espagne régnant, avait l'habitude d'y passer la nuit pendant son séjour à l'École Navale Militaire d'Espagne.

## Galerie de photos

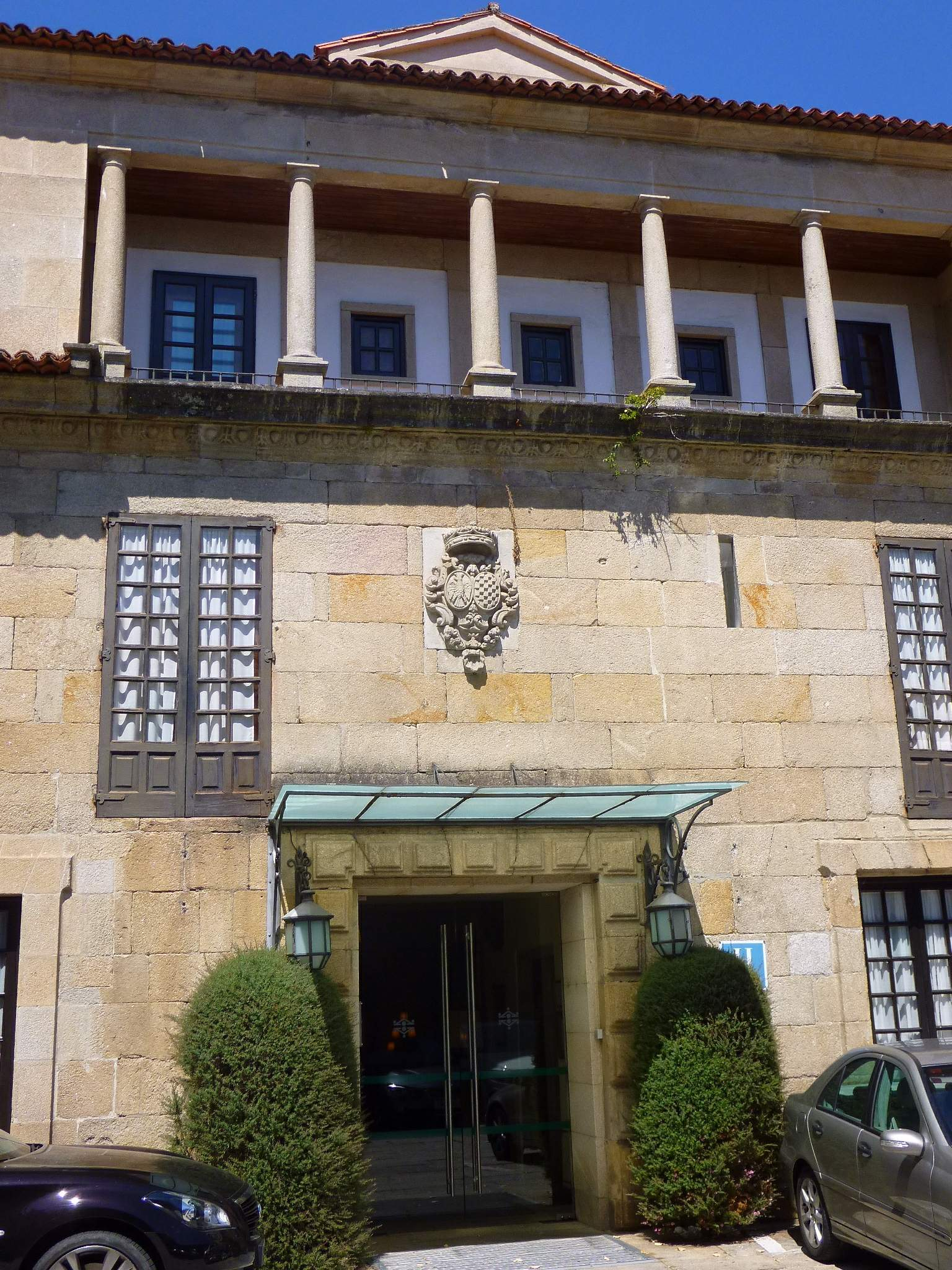
Façade.
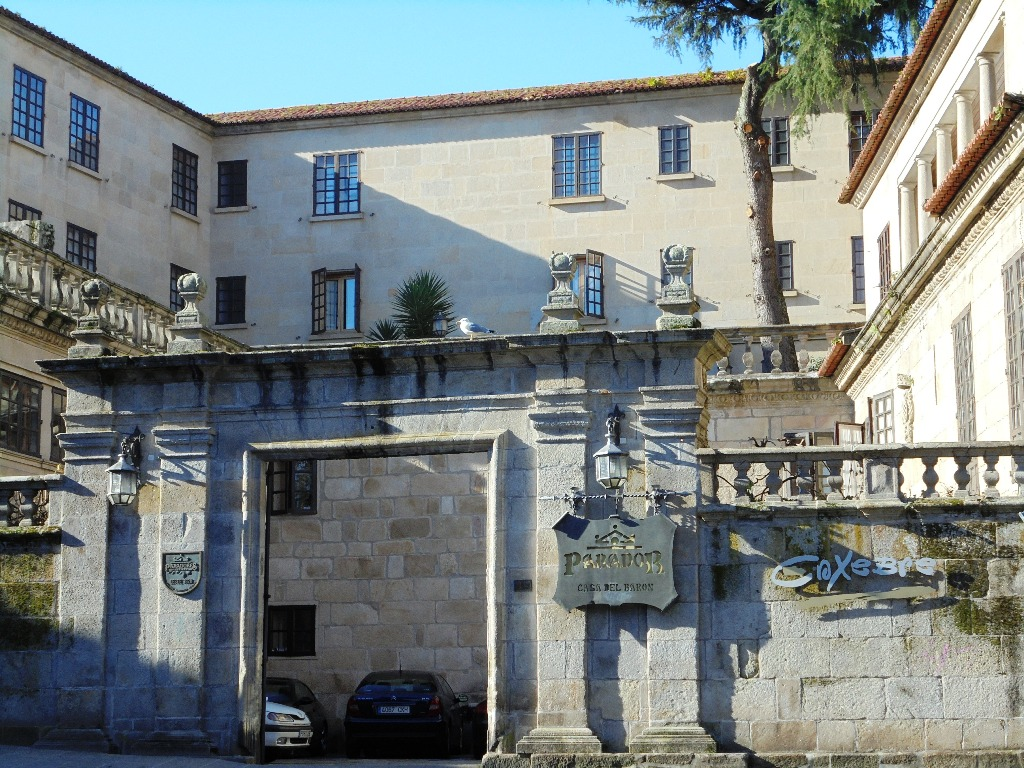
Portique.
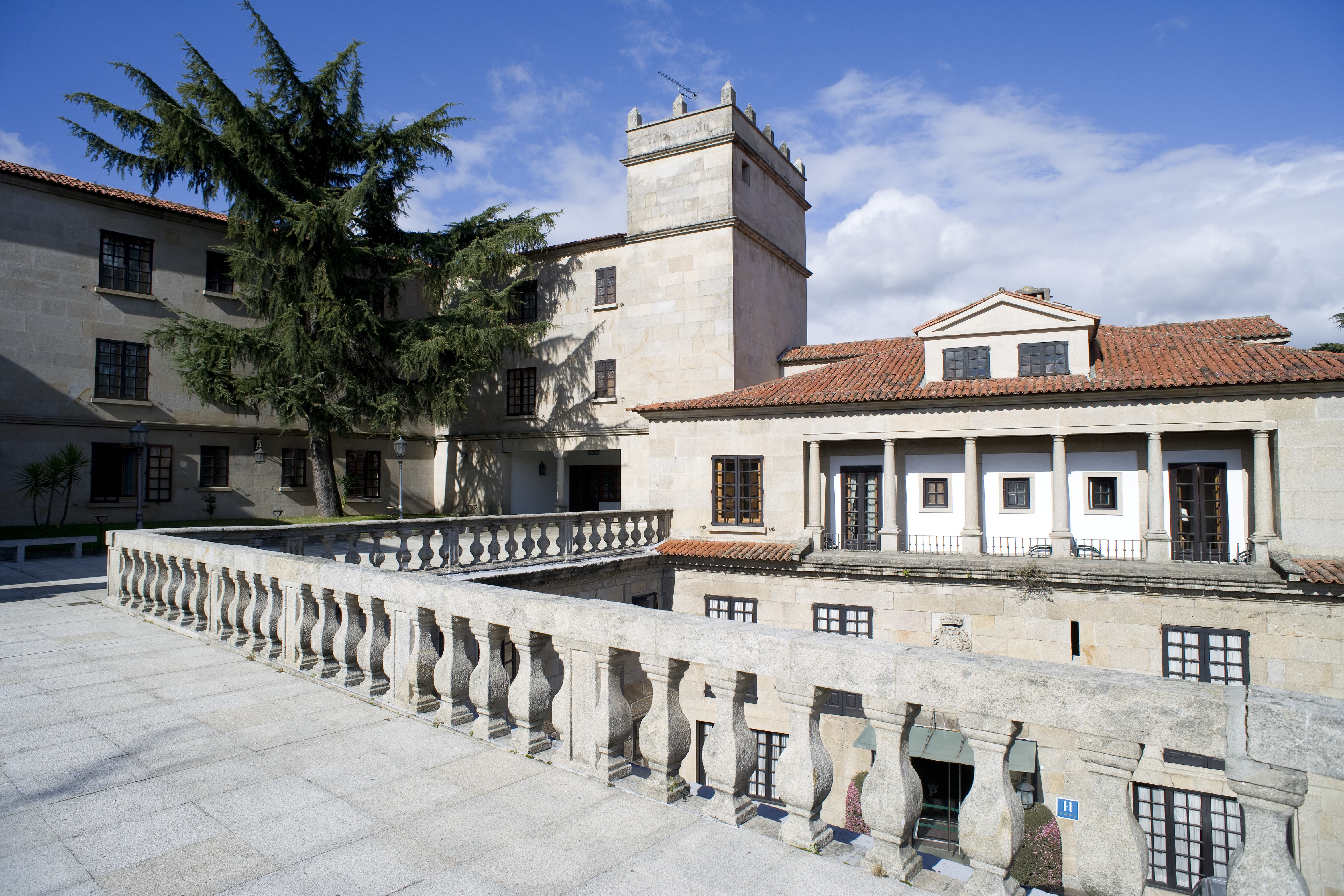
Façade principale depuis la terrasse en pierre du bâtiment.
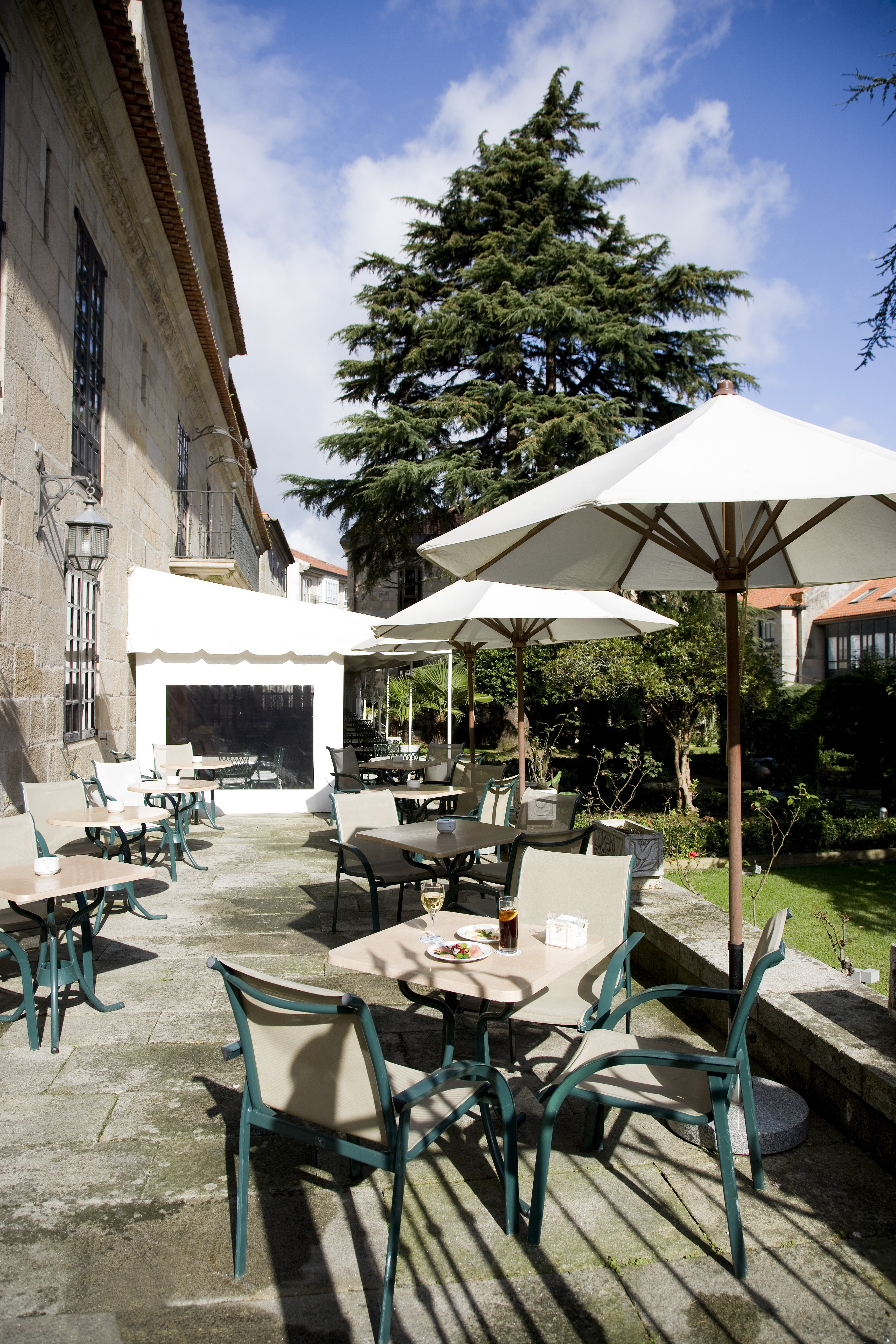
Vue partielle des jardins.
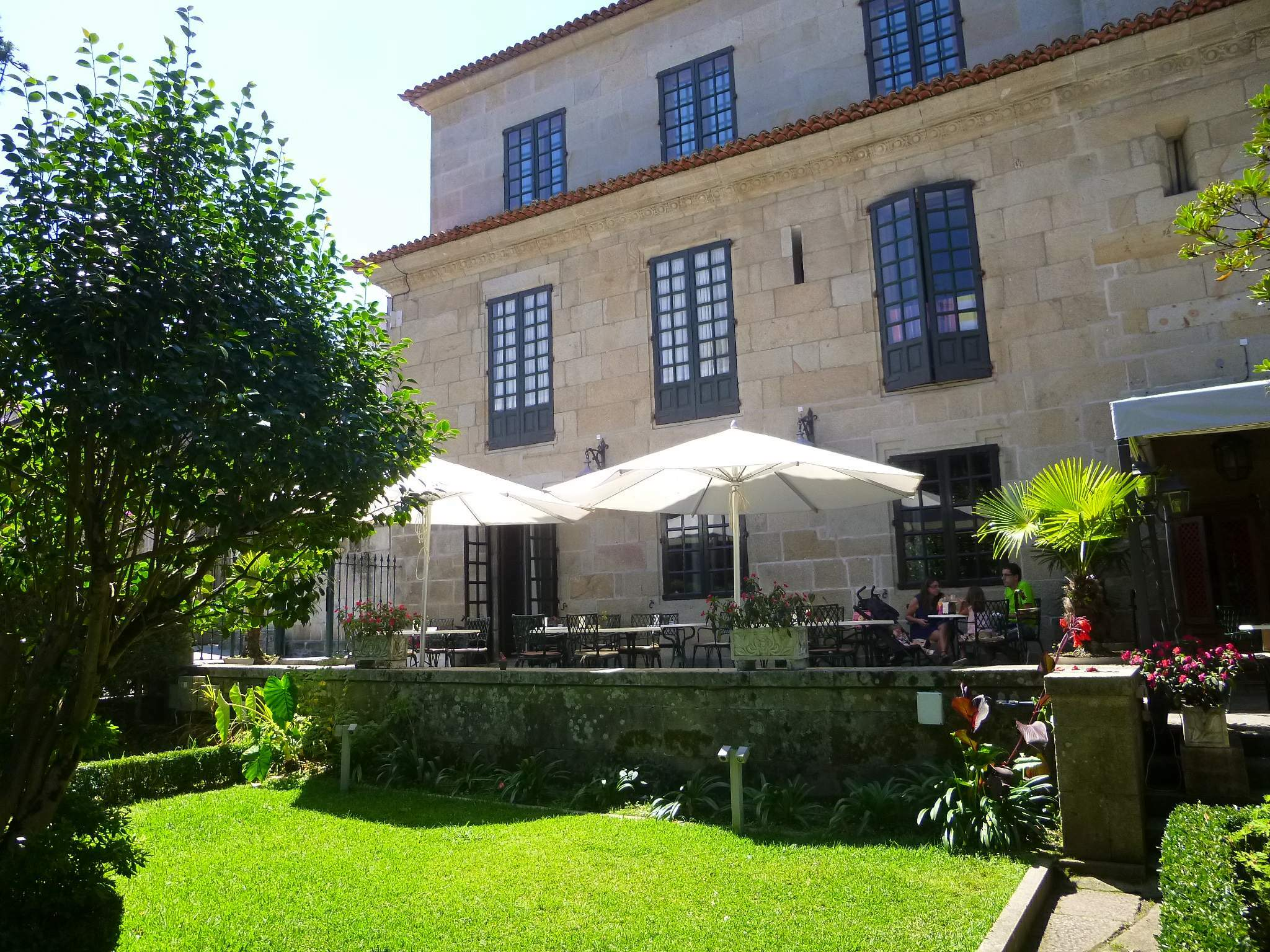
Jardin.
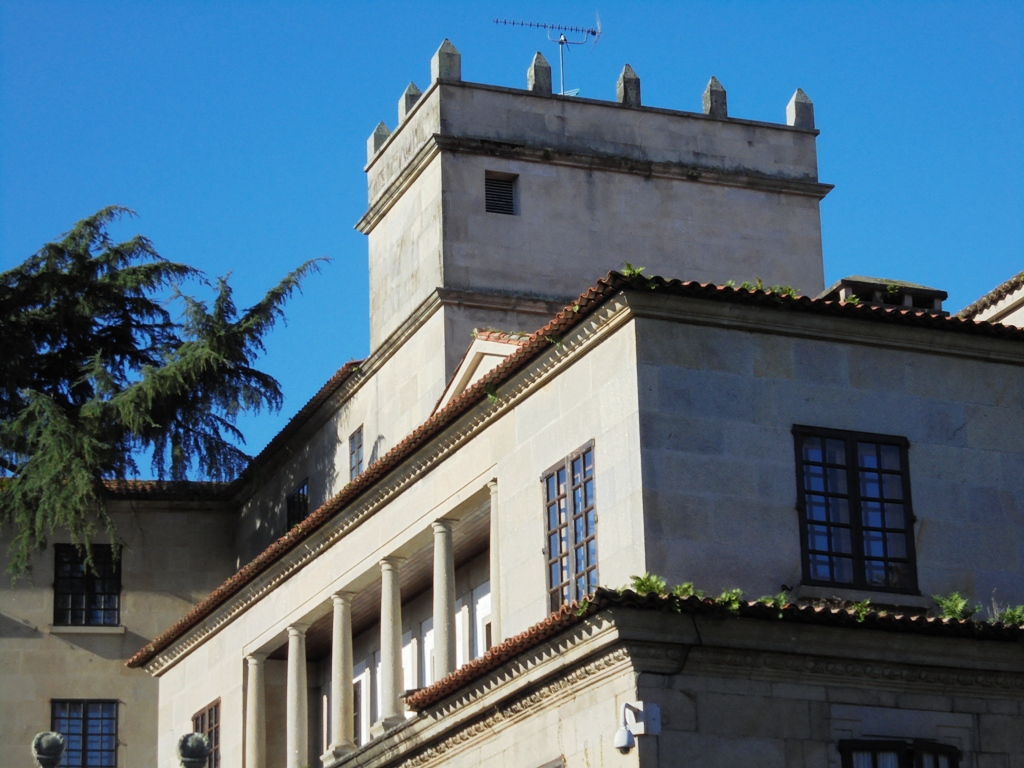
Tour crénelée du XVIIIe siècle.
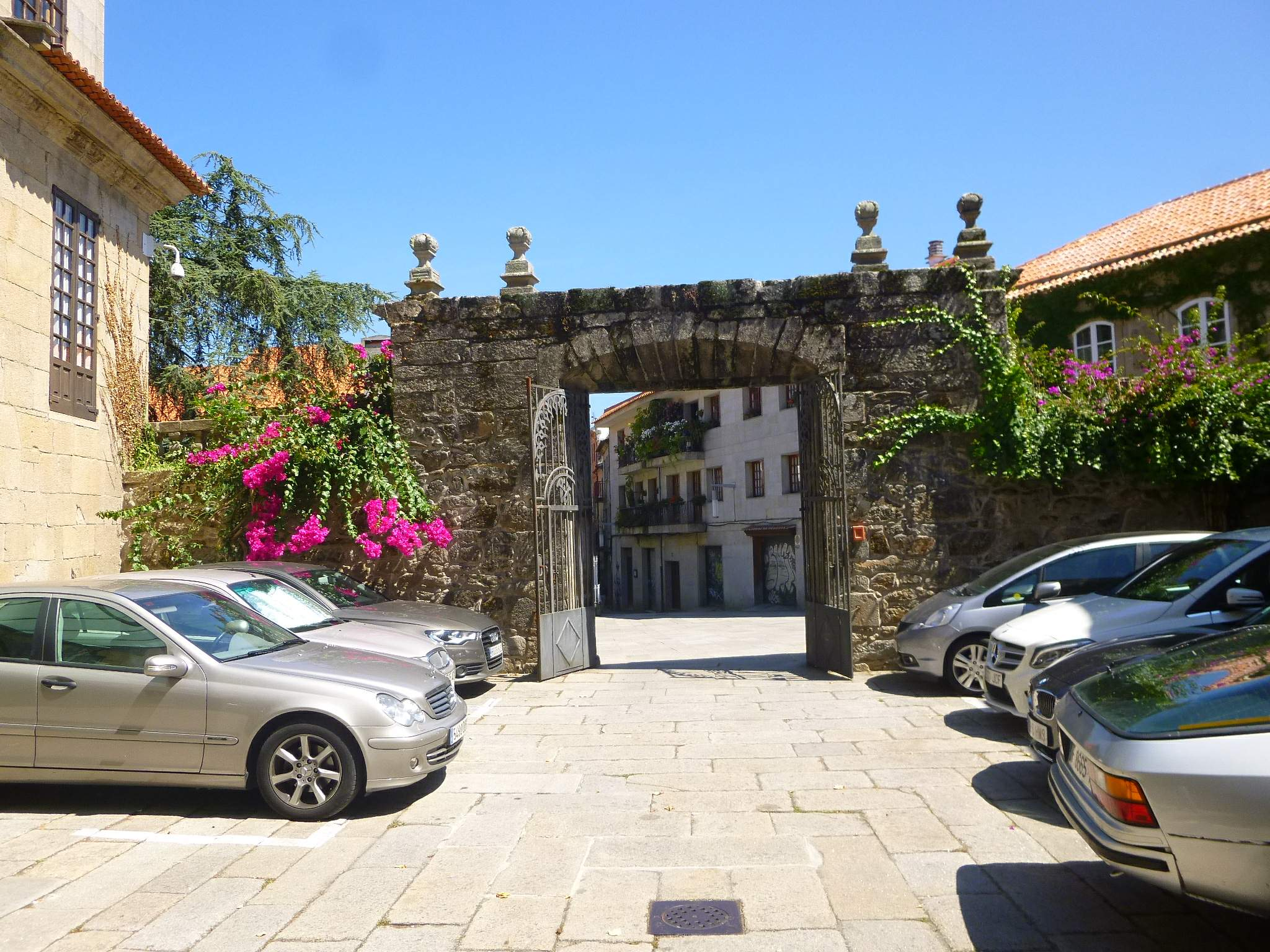
Cour et petit parking.
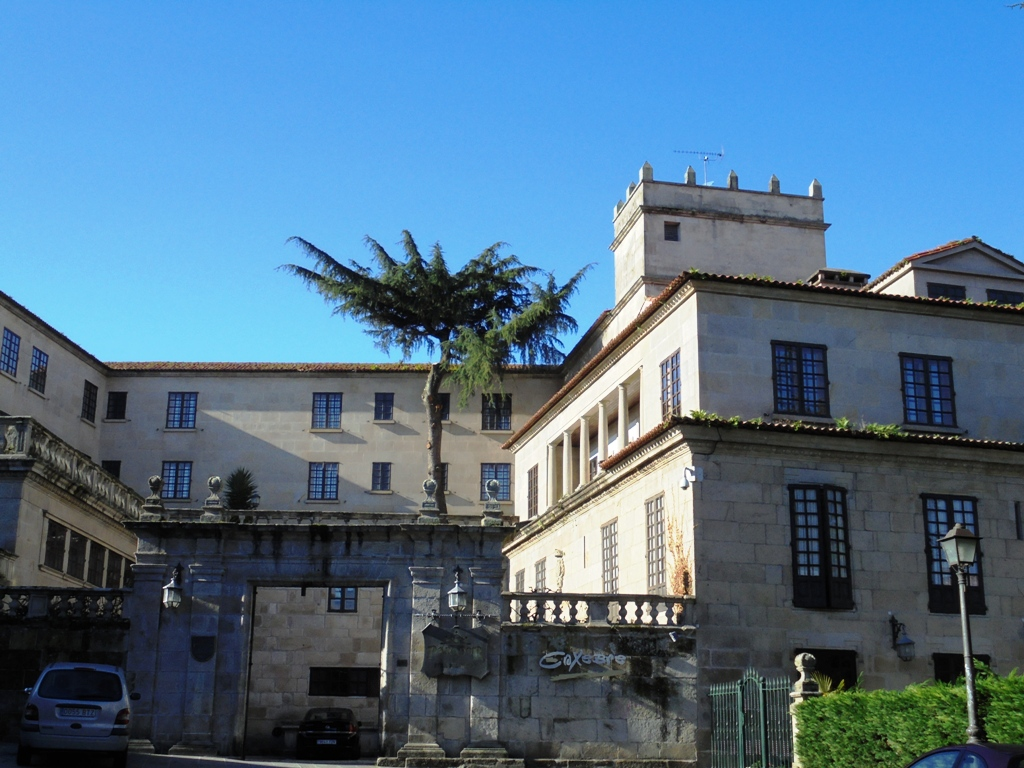
Vue du portail d'entrée.
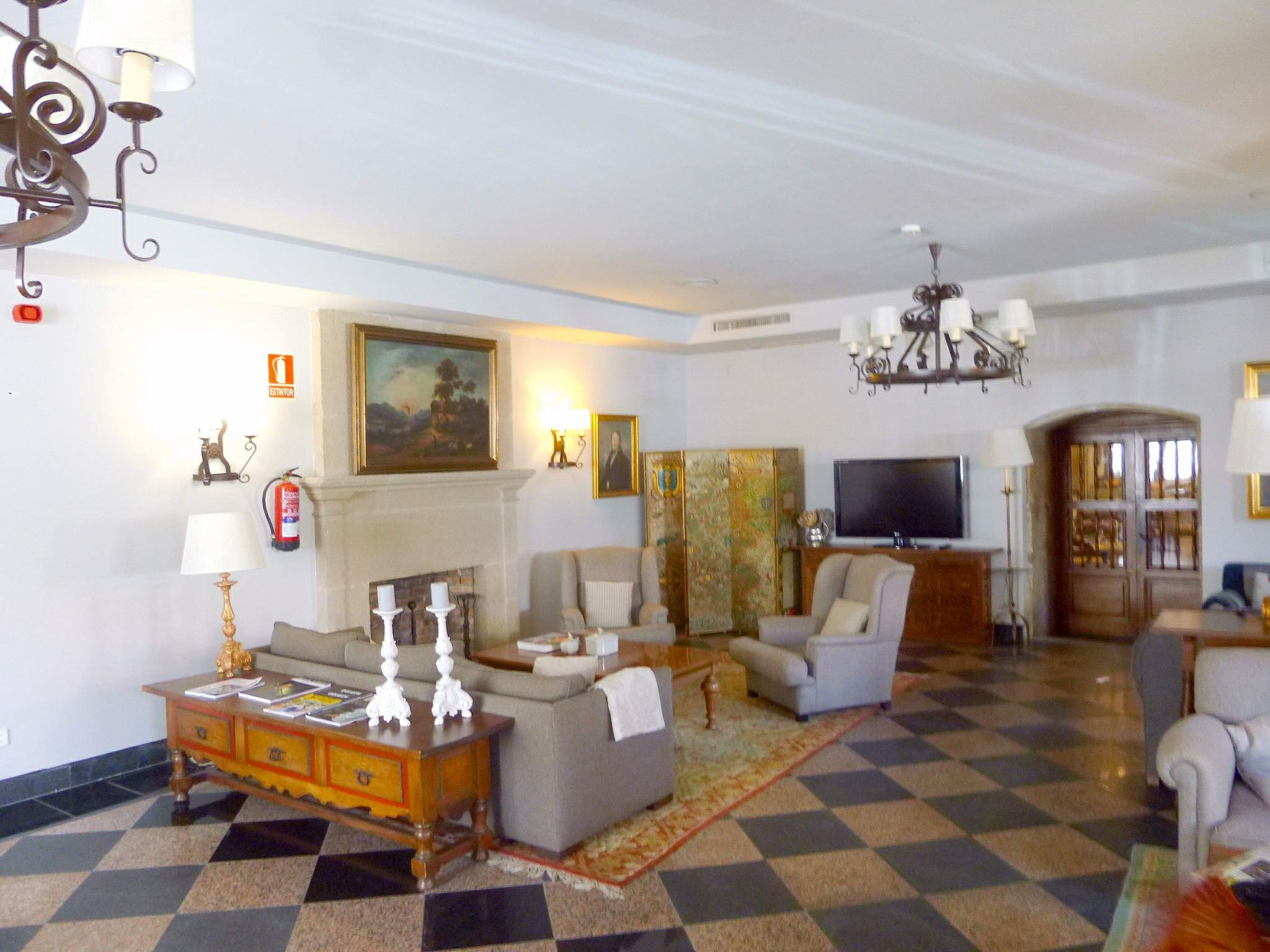
Intérieur.
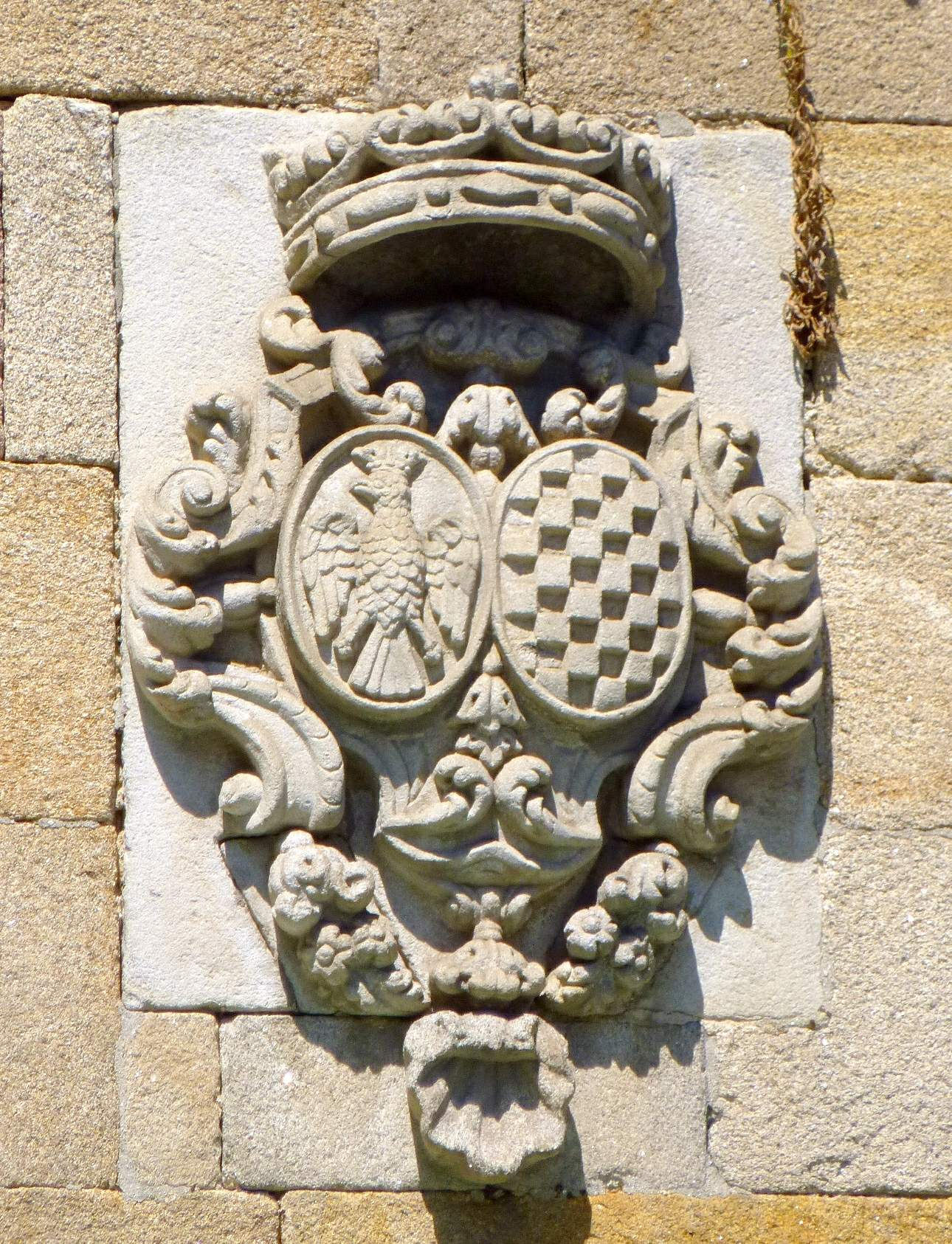
Armoiries du palais.
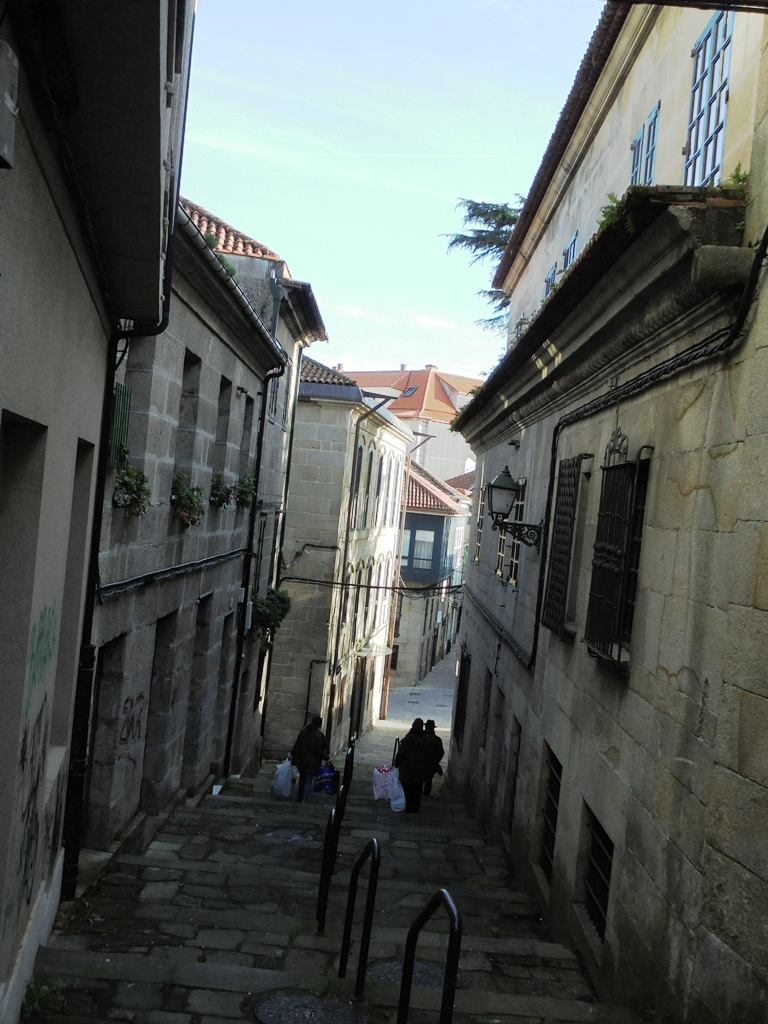
Côté du Pazo Casa del Barón.
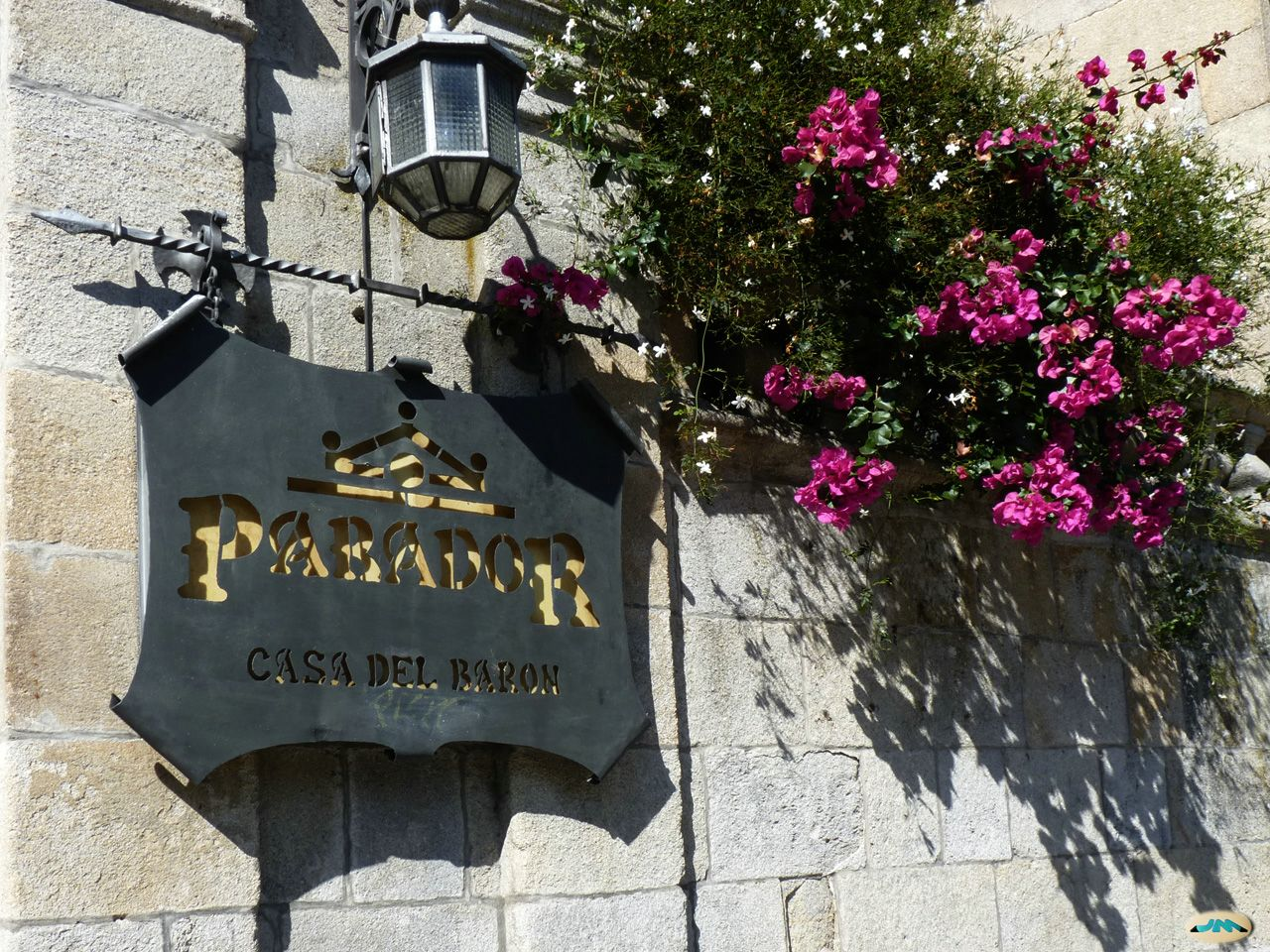
Plaque du Parador.
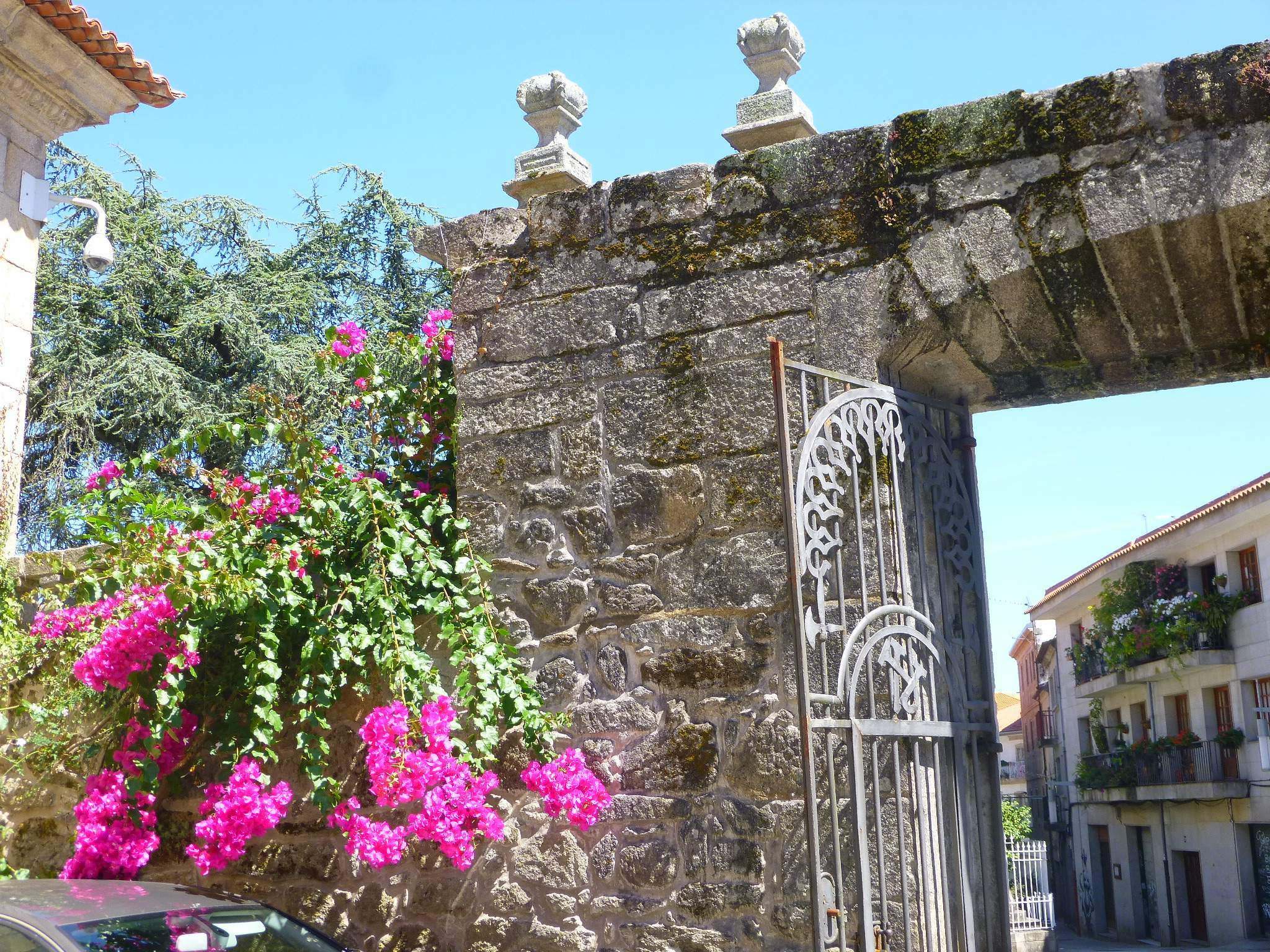
Portail de l'intérieur.
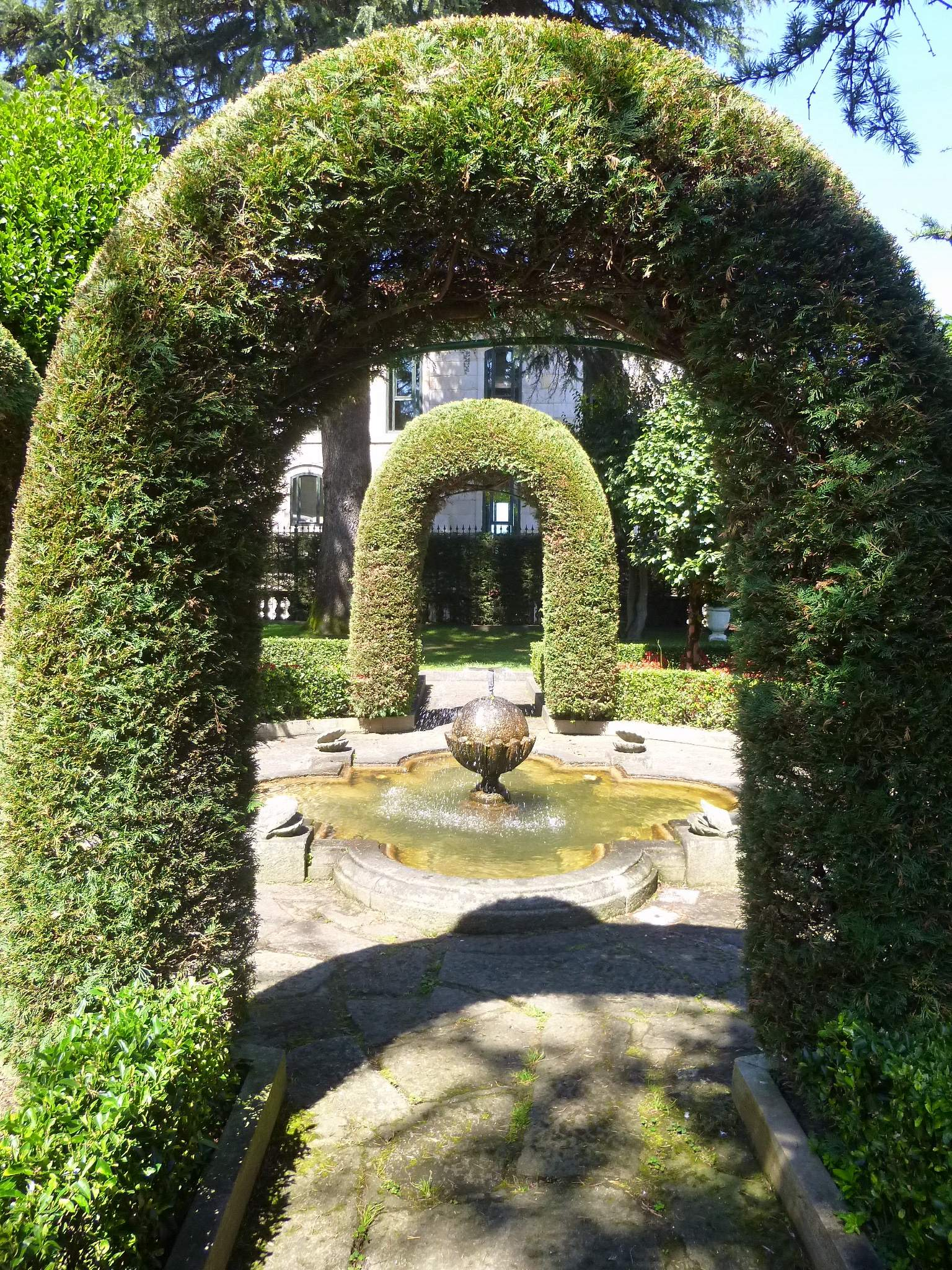
Jardins du Parador.
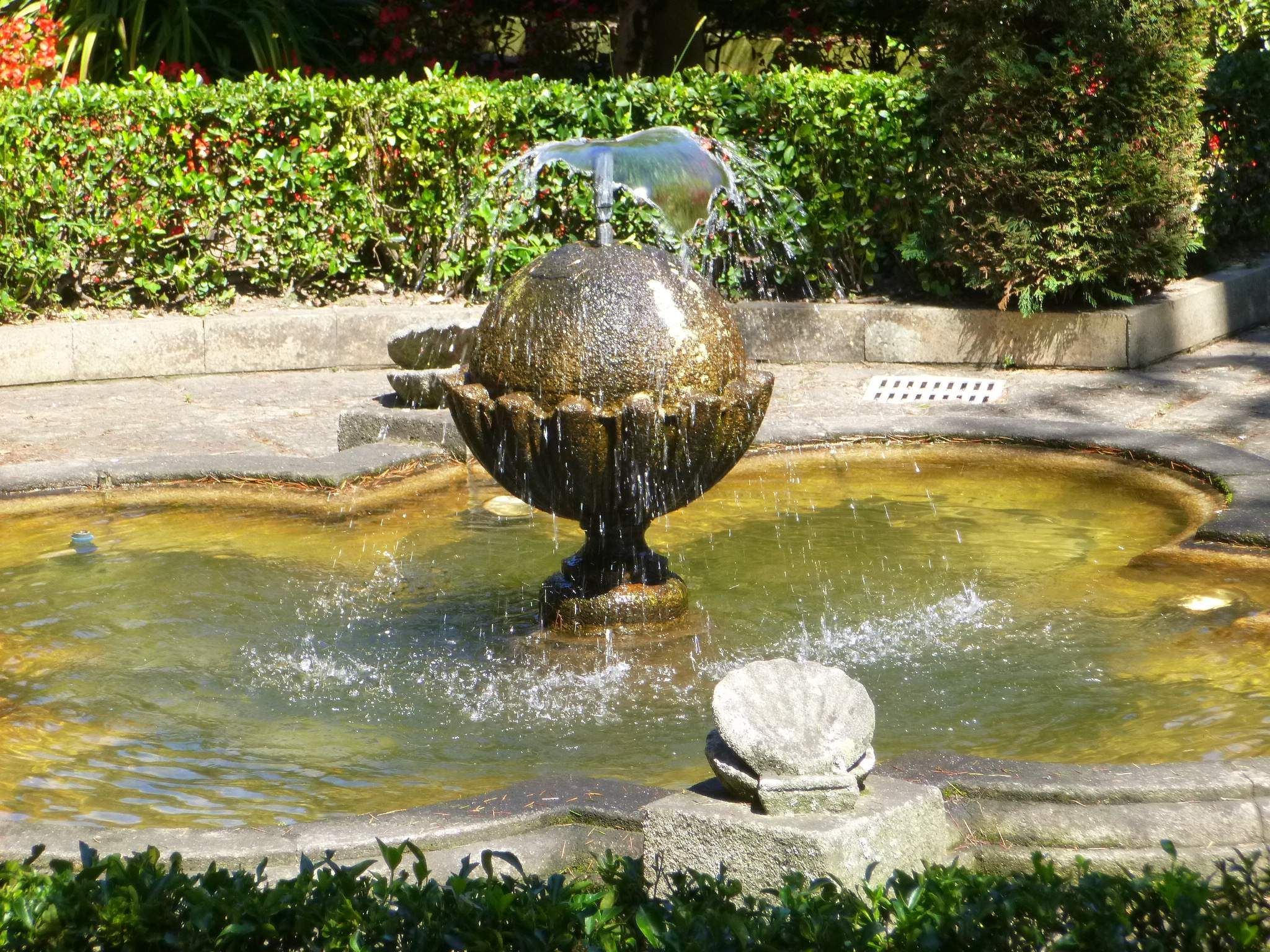
Bassin.
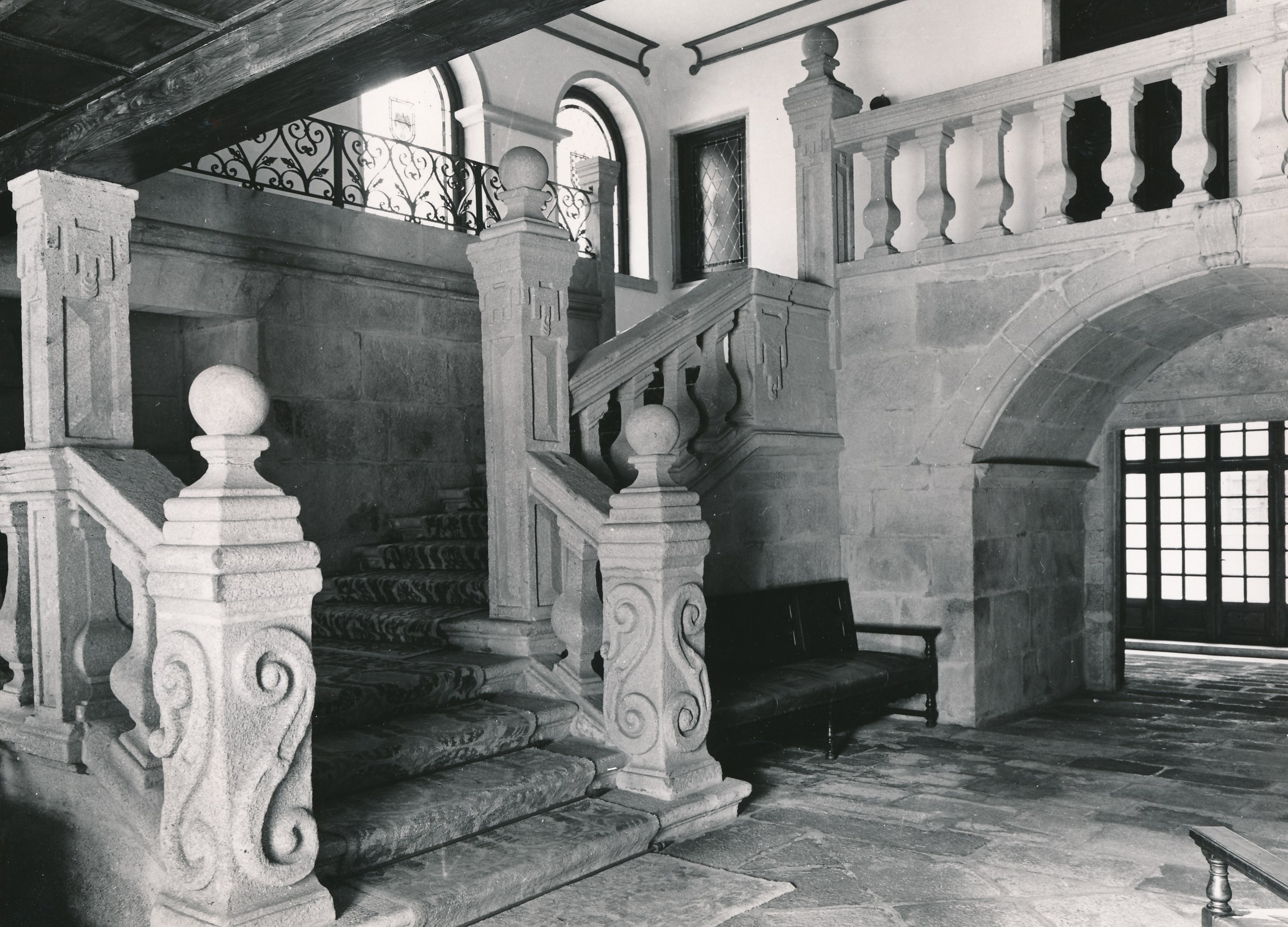
Escalier intérieur.
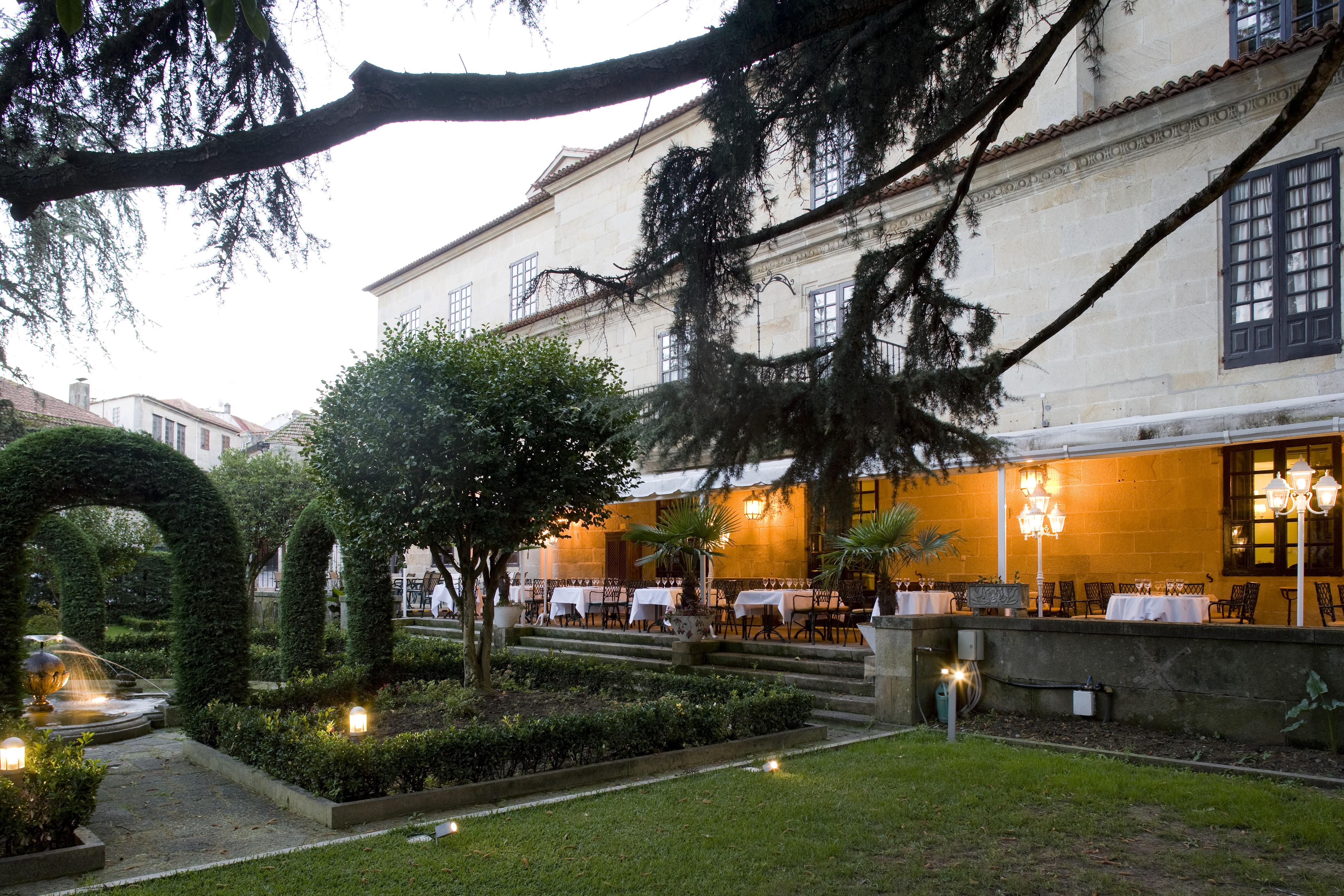
Jardin.